# Jankowice (powiat szydłowiecki)
Jankowice – wieś w Polsce położona w województwie mazowieckim, w powiecie szydłowieckim, w gminie Szydłowiec. Ma status sołectwa.
Sołectwo Janowice obejmuje Jankowice i Mszadlę.
Prywatna wieś szlachecka, położona była w drugiej połowie XVI wieku w powiecie radomskim województwa sandomierskiego. W latach 1975–1998 miejscowość należała administracyjnie do województwa radomskiego.
Wieś była własnością Mikołaja Zdziechowskiego w 1508 roku.
Wierni Kościoła rzymskokatolickiego należą do parafii św. Mikołaja w Wysokiej.